# Atergatis
Atergatis is een geslacht van kreeftachtigen uit de klasse van de Malacostraca (hogere kreeftachtigen).

## Soorten
- Atergatis dentatus De Haan, 1835
- Atergatis dilatatus De Haan, 1835
- Atergatis floridus (Linnaeus, 1767)
- Atergatis granulatus de Man, 1889
- Atergatis integerrimus (Lamarck, 1818)
- Atergatis interruptus Takeda & Marumura, 1997
- Atergatis laevigatus A. Milne-Edwards, 1865
- Atergatis latissimus (H. Milne Edwards, 1834)
- Atergatis montrouzieri A. Milne-Edwards, 1873
- Atergatis nitidus A. Milne-Edwards, 1865
- Atergatis obtusus A. Milne-Edwards, 1865
- Atergatis ocyroe (Herbst, 1801)
- Atergatis reticulatus (De Haan, 1835)
- Atergatis roseus (Rüppell, 1830)
- Atergatis subdentatus (De Haan, 1835)
- Atergatis tweediei Ward, 1934